# Lista över fornlämningar i Enköpings kommun (Långtora)
Lista över fornlämningar i Enköpings kommun (Långtora) är en förteckning av ett urval av de fornlämningar som finns i Långtora i Enköpings kommun.
| Namn                          | Lämningstyp                      | Tillkomsttid | Historisk indelning | Plats              | Läge                 | ID-nr          | Bild                                      |
| ----------------------------- | -------------------------------- | ------------ | ------------------- | ------------------ | -------------------- | -------------- | ----------------------------------------- |
| U 804 (Långtora 1:1)          | Runristning                      |              | Långtora, Uppland   | Långtora by        | 59.743032, 17.135750 | 10025600010001 | Ladda upp en till bild av detta fornminne |
| U 803 (Långtora 3:1)          | Runristning                      |              | Långtora, Uppland   | Långtora by        | 59.724187, 17.137036 | 10025600030001 | Ladda upp en bild av detta fornminne      |
| Långtora 4:1                  | Gravfält                         |              | Långtora, Uppland   |                    | 59.728618, 17.138671 | 10025600040001 | Ladda upp en bild av detta fornminne      |
| Långtora 5:1                  | Stensättning                     |              | Långtora, Uppland   |                    | 59.720913, 17.155855 | 10025600050001 | Ladda upp en bild av detta fornminne      |
| Långtora 6:1                  | Gravfält                         |              | Långtora, Uppland   |                    | 59.719288, 17.158531 | 10025600060001 | Ladda upp en bild av detta fornminne      |
| Långtora 9:1                  | Hällristning                     |              | Långtora, Uppland   |                    | 59.722258, 17.150010 | 10025600090001 | Ladda upp en bild av detta fornminne      |
| U 801 (Långtora 10:1)         | Runristning                      |              | Långtora, Uppland   | Långtora prästgård | 59.720705, 17.146111 | 10025600100001 | Ladda upp en bild av detta fornminne      |
| U 802 (Långtora 11:1)         | Runristning                      |              | Långtora, Uppland   | Långtora kyrka     | 59.716902, 17.142735 | 10025600110001 | Ladda upp en till bild av detta fornminne |
| U 800 (Långtora 11:2)         | Runristning                      |              | Långtora, Uppland   | Långtora kyrka     | 59.716911, 17.142888 | 10025600110002 | Ladda upp en till bild av detta fornminne |
| Långtora 12:1                 | Stenkrets                        |              | Långtora, Uppland   |                    | 59.731579, 17.098758 | 10025600120001 | Ladda upp en bild av detta fornminne      |
| Långtora 13:1                 | Stensättning                     |              | Långtora, Uppland   |                    | 59.729784, 17.113592 | 10025600130001 | Ladda upp en bild av detta fornminne      |
| Långtora 13:2                 | Stensättning                     |              | Långtora, Uppland   |                    | 59.729612, 17.113342 | 10025600130002 | Ladda upp en bild av detta fornminne      |
| Långtora 14:1                 | Hällristning                     |              | Långtora, Uppland   |                    | 59.729402, 17.116399 | 10025600140001 | Ladda upp en bild av detta fornminne      |
| Långtora 15:1                 | Hällristning                     |              | Långtora, Uppland   |                    | 59.724063, 17.128167 | 10025600150001 | Ladda upp en bild av detta fornminne      |
| Långtora 16:1                 | Stensättning                     |              | Långtora, Uppland   |                    | 59.725932, 17.118766 | 10025600160001 | Ladda upp en bild av detta fornminne      |
| Långtora 17:1                 | Hällristning                     |              | Långtora, Uppland   |                    | 59.726270, 17.116497 | 10025600170001 | Ladda upp en bild av detta fornminne      |
| Långtora 18:1                 | Stensättning                     |              | Långtora, Uppland   |                    | 59.724658, 17.117797 | 10025600180001 | Ladda upp en bild av detta fornminne      |
| Långtora 19:1                 | Röse                             |              | Långtora, Uppland   |                    | 59.722892, 17.117888 | 10025600190001 | Ladda upp en bild av detta fornminne      |
| Långtora 19:2                 | Stensättning                     |              | Långtora, Uppland   |                    | 59.723023, 17.118054 | 10025600190002 | Ladda upp en bild av detta fornminne      |
| Långtora 20:1                 | Stensättning                     |              | Långtora, Uppland   |                    | 59.721648, 17.113955 | 10025600200001 | Ladda upp en bild av detta fornminne      |
| Långtora 20:2                 | Stensättning                     |              | Långtora, Uppland   |                    | 59.721763, 17.113774 | 10025600200002 | Ladda upp en bild av detta fornminne      |
| Långtora 21:1                 | Gravfält                         |              | Långtora, Uppland   |                    | 59.721608, 17.112002 | 10025600210001 | Ladda upp en bild av detta fornminne      |
| Långtora 22:1                 | Stensättning                     |              | Långtora, Uppland   |                    | 59.720865, 17.115942 | 10025600220001 | Ladda upp en bild av detta fornminne      |
| Långtora 23:1                 | Hällristning                     |              | Långtora, Uppland   |                    | 59.719315, 17.134820 | 10025600230001 | Ladda upp en bild av detta fornminne      |
| Långtora 24:1                 | Hällristning                     |              | Långtora, Uppland   |                    | 59.719792, 17.134186 | 10025600240001 | Ladda upp en bild av detta fornminne      |
| Långtora 25:1                 | Hällristning                     |              | Långtora, Uppland   |                    | 59.719602, 17.133128 | 10025600250001 | Ladda upp en bild av detta fornminne      |
| Långtora 26:1                 | Hällristning                     |              | Långtora, Uppland   |                    | 59.718364, 17.128043 | 10025600260001 | Ladda upp en bild av detta fornminne      |
| Långtora 26:2                 | Hällristning                     |              | Långtora, Uppland   |                    | 59.718399, 17.127977 | 10025600260002 | Ladda upp en bild av detta fornminne      |
| Långtora 26:3                 | Hällristning                     |              | Långtora, Uppland   |                    | 59.718434, 17.127857 | 10025600260003 | Ladda upp en bild av detta fornminne      |
| Långtora 27:1                 | Gravfält                         |              | Långtora, Uppland   |                    | 59.729466, 17.125591 | 10025600270001 | Ladda upp en bild av detta fornminne      |
| Långtora 28:1                 | Stensättning                     |              | Långtora, Uppland   |                    | 59.728987, 17.126622 | 10025600280001 | Ladda upp en bild av detta fornminne      |
| Långtora 29:1                 | Hällristning                     |              | Långtora, Uppland   |                    | 59.702051, 17.112475 | 10025600290001 | Ladda upp en bild av detta fornminne      |
| Långtora 30:1                 | Hällristning                     |              | Långtora, Uppland   |                    | 59.703483, 17.109852 | 10025600300001 | Ladda upp en bild av detta fornminne      |
| Långtora 31:1                 | Stensättning                     |              | Långtora, Uppland   |                    | 59.702407, 17.111627 | 10025600310001 | Ladda upp en bild av detta fornminne      |
| Långtora 32:1                 | Hällristning                     |              | Långtora, Uppland   |                    | 59.701956, 17.111676 | 10025600320001 | Ladda upp en bild av detta fornminne      |
| Långtora 33:1                 | Stensättning                     |              | Långtora, Uppland   |                    | 59.703621, 17.108506 | 10025600330001 | Ladda upp en bild av detta fornminne      |
| Långtora 34:1                 | Gravfält                         |              | Långtora, Uppland   |                    | 59.703304, 17.107258 | 10025600340001 | Ladda upp en bild av detta fornminne      |
| Långtora 35:1                 | Stensättning                     |              | Långtora, Uppland   |                    | 59.701435, 17.106110 | 10025600350001 | Ladda upp en bild av detta fornminne      |
| Långtora 37:1                 | Gravfält                         |              | Långtora, Uppland   |                    | 59.700179, 17.114092 | 10025600370001 | Ladda upp en bild av detta fornminne      |
| Långtora 38:1                 | Gravfält                         |              | Långtora, Uppland   |                    | 59.699776, 17.115767 | 10025600380001 | Ladda upp en bild av detta fornminne      |
| Långtora 40:1                 | Gravfält                         |              | Långtora, Uppland   |                    | 59.698725, 17.115733 | 10025600400001 | Ladda upp en bild av detta fornminne      |
| Långtora 41:1                 | Röse                             |              | Långtora, Uppland   |                    | 59.697238, 17.122310 | 10025600410001 | Ladda upp en bild av detta fornminne      |
| Långtora 42:1                 | Grav- och boplatsområde          |              | Långtora, Uppland   |                    | 59.699038, 17.130757 | 10025600420001 | Ladda upp en bild av detta fornminne      |
| Långtora 43:1                 | Stensättning                     |              | Långtora, Uppland   |                    | 59.697748, 17.130955 | 10025600430001 | Ladda upp en bild av detta fornminne      |
| Långtora 44:1                 | Stensättning                     |              | Långtora, Uppland   |                    | 59.698012, 17.129889 | 10025600440001 | Ladda upp en bild av detta fornminne      |
| Långtora 45:1                 | Stensättning                     |              | Långtora, Uppland   |                    | 59.695929, 17.131007 | 10025600450001 | Ladda upp en bild av detta fornminne      |
| Långtora 46:1                 | Hällristning                     |              | Långtora, Uppland   |                    | 59.699722, 17.133776 | 10025600460001 | Ladda upp en bild av detta fornminne      |
| Långtora 47:1                 | Stensättning                     |              | Långtora, Uppland   |                    | 59.699267, 17.135836 | 10025600470001 | Ladda upp en bild av detta fornminne      |
| Långtora 47:2                 | Stensättning                     |              | Långtora, Uppland   |                    | 59.699502, 17.135361 | 10025600470002 | Ladda upp en bild av detta fornminne      |
| Långtora 48:1                 | Stensättning                     |              | Långtora, Uppland   |                    | 59.699044, 17.145000 | 10025600480001 | Ladda upp en bild av detta fornminne      |
| Långtora 48:2                 | Stensättning                     |              | Långtora, Uppland   |                    | 59.698917, 17.145134 | 10025600480002 | Ladda upp en bild av detta fornminne      |
| Långtora 49:1                 | Hällristning                     |              | Långtora, Uppland   |                    | 59.696827, 17.141230 | 10025600490001 | Ladda upp en bild av detta fornminne      |
| Långtora 50:1                 | Stensättning                     |              | Långtora, Uppland   |                    | 59.695241, 17.144029 | 10025600500001 | Ladda upp en bild av detta fornminne      |
| Långtora 51:1                 | Stensättning                     |              | Långtora, Uppland   |                    | 59.695372, 17.144713 | 10025600510001 | Ladda upp en bild av detta fornminne      |
| Långtora 51:2                 | Stensättning                     |              | Långtora, Uppland   |                    | 59.695501, 17.144935 | 10025600510002 | Ladda upp en bild av detta fornminne      |
| Långtora 52:1                 | Stensättning                     |              | Långtora, Uppland   |                    | 59.694683, 17.153364 | 10025600520001 | Ladda upp en bild av detta fornminne      |
| Långtora 53:1                 | Gravfält                         |              | Långtora, Uppland   |                    | 59.700296, 17.150095 | 10025600530001 | Ladda upp en bild av detta fornminne      |
| Långtora 54:1                 | Hällristning                     |              | Långtora, Uppland   |                    | 59.701297, 17.152355 | 10025600540001 | Ladda upp en bild av detta fornminne      |
| Långtora 55:1                 | Hällristning                     |              | Långtora, Uppland   |                    | 59.702779, 17.152962 | 10025600550001 | Ladda upp en bild av detta fornminne      |
| Långtora 56:1                 | Hällristning                     |              | Långtora, Uppland   |                    | 59.701163, 17.158280 | 10025600560001 | Ladda upp en bild av detta fornminne      |
| Långtora 57:1                 | Hällristning                     |              | Långtora, Uppland   |                    | 59.700012, 17.151677 | 10025600570001 | Ladda upp en bild av detta fornminne      |
| Långtora 58:1                 | Hällristning                     |              | Långtora, Uppland   |                    | 59.706345, 17.144535 | 10025600580001 | Ladda upp en bild av detta fornminne      |
| Långtora 59:1                 | Hällristning                     |              | Långtora, Uppland   |                    | 59.707634, 17.137419 | 10025600590001 | Ladda upp en bild av detta fornminne      |
| Långtora 61:1                 | Hällristning                     |              | Långtora, Uppland   |                    | 59.706800, 17.136548 | 10025600610001 | Ladda upp en bild av detta fornminne      |
| Långtora 61:2                 | Hällristning                     |              | Långtora, Uppland   |                    | 59.706908, 17.136761 | 10025600610002 | Ladda upp en bild av detta fornminne      |
| Långtora 61:3                 | Hällristning                     |              | Långtora, Uppland   |                    | 59.706916, 17.136900 | 10025600610003 | Ladda upp en bild av detta fornminne      |
| Långtora 61:4                 | Hällristning                     |              | Långtora, Uppland   |                    | 59.706921, 17.137053 | 10025600610004 | Ladda upp en bild av detta fornminne      |
| Långtora 61:5                 | Hällristning                     |              | Långtora, Uppland   |                    | 59.706893, 17.136465 | 10025600610005 | Ladda upp en bild av detta fornminne      |
| Långtora 61:6                 | Hällristning                     |              | Långtora, Uppland   |                    | 59.706956, 17.136537 | 10025600610006 | Ladda upp en bild av detta fornminne      |
| Långtora 62:1                 | Hällristning                     |              | Långtora, Uppland   |                    | 59.706677, 17.135942 | 10025600620001 | Ladda upp en bild av detta fornminne      |
| Långtora 62:2                 | Hällristning                     |              | Långtora, Uppland   |                    | 59.706679, 17.135938 | 10025600620002 | Ladda upp en bild av detta fornminne      |
| Långtora 63:1                 | Hög                              |              | Långtora, Uppland   |                    | 59.706359, 17.140603 | 10025600630001 | Ladda upp en bild av detta fornminne      |
| Långtora 63:2                 | Hällristning                     |              | Långtora, Uppland   |                    | 59.706469, 17.140100 | 10025600630002 | Ladda upp en bild av detta fornminne      |
| Långtora 63:3                 | Hällristning                     |              | Långtora, Uppland   |                    | 59.706410, 17.140843 | 10025600630003 | Ladda upp en bild av detta fornminne      |
| Långtora 64:1                 | Hällristning                     |              | Långtora, Uppland   |                    | 59.705279, 17.146222 | 10025600640001 | Ladda upp en bild av detta fornminne      |
| Långtora 65:1                 | Hällristning                     |              | Långtora, Uppland   |                    | 59.701797, 17.158944 | 10025600650001 | Ladda upp en bild av detta fornminne      |
| Långtora 65:2                 | Hällristning                     |              | Långtora, Uppland   |                    | 59.701722, 17.159359 | 10025600650002 | Ladda upp en bild av detta fornminne      |
| Långtora 65:3                 | Hällristning                     |              | Långtora, Uppland   |                    | 59.701637, 17.159427 | 10025600650003 | Ladda upp en bild av detta fornminne      |
| Långtora 66:1                 | Hög                              |              | Långtora, Uppland   |                    | 59.700069, 17.164910 | 10025600660001 | Ladda upp en bild av detta fornminne      |
| Långtora 66:2                 | Hög                              |              | Långtora, Uppland   |                    | 59.700191, 17.164908 | 10025600660002 | Ladda upp en bild av detta fornminne      |
| Långtora 67:1                 | Gravfält                         |              | Långtora, Uppland   |                    | 59.700832, 17.166161 | 10025600670001 | Ladda upp en bild av detta fornminne      |
| Långtora 68:1                 | Stensättning                     |              | Långtora, Uppland   |                    | 59.701541, 17.165921 | 10025600680001 | Ladda upp en bild av detta fornminne      |
| Långtora 69:1                 | Gravfält                         |              | Långtora, Uppland   |                    | 59.701537, 17.173316 | 10025600690001 | Ladda upp en bild av detta fornminne      |
| Långtora 70:1                 | Hällristning                     |              | Långtora, Uppland   |                    | 59.699668, 17.173232 | 10025600700001 | Ladda upp en bild av detta fornminne      |
| Långtora 71:1                 | Hällristning                     |              | Långtora, Uppland   |                    | 59.698905, 17.177110 | 10025600710001 | Ladda upp en bild av detta fornminne      |
| Långtora 72:1                 | Hällristning                     |              | Långtora, Uppland   |                    | 59.698877, 17.176526 | 10025600720001 | Ladda upp en bild av detta fornminne      |
| Långtora 73:1                 | Hällristning                     |              | Långtora, Uppland   |                    | 59.700337, 17.164335 | 10025600730001 | Ladda upp en bild av detta fornminne      |
| Långtora 73:2                 | Hällristning                     |              | Långtora, Uppland   |                    | 59.700328, 17.164501 | 10025600730002 | Ladda upp en bild av detta fornminne      |
| Långtora 74:1                 | Hällristning                     |              | Långtora, Uppland   |                    | 59.694568, 17.160244 | 10025600740001 | Ladda upp en bild av detta fornminne      |
| Långtora 77:1                 | Hällristning                     |              | Långtora, Uppland   |                    | 59.699699, 17.147675 | 10025600770001 | Ladda upp en bild av detta fornminne      |
| Långtora 78:1                 | Hällristning                     |              | Långtora, Uppland   |                    | 59.691128, 17.161797 | 10025600780001 | Ladda upp en bild av detta fornminne      |
| Långtora 79:1                 | Gravfält                         |              | Långtora, Uppland   |                    | 59.690784, 17.160977 | 10025600790001 | Ladda upp en bild av detta fornminne      |
| Långtora 80:1                 | Stensättning                     |              | Långtora, Uppland   |                    | 59.691341, 17.156241 | 10025600800001 | Ladda upp en bild av detta fornminne      |
| Långtora 81:1                 | Stensättning                     |              | Långtora, Uppland   |                    | 59.690712, 17.158346 | 10025600810001 | Ladda upp en bild av detta fornminne      |
| Långtora 82:1                 | Husgrund, förhistorisk/medeltida |              | Långtora, Uppland   |                    | 59.692603, 17.154559 | 10025600820001 | Ladda upp en bild av detta fornminne      |
| Långtora 82:6                 | Husgrund, förhistorisk/medeltida |              | Långtora, Uppland   |                    | 59.692718, 17.154014 | 10025600820006 | Ladda upp en bild av detta fornminne      |
| Långtora 84:1                 | Hällristning                     |              | Långtora, Uppland   |                    | 59.693313, 17.104621 | 10025600840001 | Ladda upp en bild av detta fornminne      |
| Långtora 86:1                 | Gravfält                         |              | Långtora, Uppland   |                    | 59.691480, 17.107215 | 10025600860001 | Ladda upp en bild av detta fornminne      |
| Långtora 87:2                 | Hög                              |              | Långtora, Uppland   |                    | 59.690082, 17.106805 | 10025600870002 | Ladda upp en bild av detta fornminne      |
| Långtora 87:3                 | Stensättning                     |              | Långtora, Uppland   |                    | 59.689595, 17.106702 | 10025600870003 | Ladda upp en bild av detta fornminne      |
| Långtora 88:1                 | Gravfält                         |              | Långtora, Uppland   |                    | 59.688549, 17.104696 | 10025600880001 | Ladda upp en bild av detta fornminne      |
| Långtora 89:1                 | Stensättning                     |              | Långtora, Uppland   |                    | 59.685123, 17.110850 | 10025600890001 | Ladda upp en bild av detta fornminne      |
| Långtora 90:1                 | Gravfält                         |              | Långtora, Uppland   |                    | 59.683861, 17.112331 | 10025600900001 | Ladda upp en bild av detta fornminne      |
| Långtora 91:1                 | Hällristning                     |              | Långtora, Uppland   |                    | 59.684521, 17.113055 | 10025600910001 | Ladda upp en bild av detta fornminne      |
| Långtora 92:1                 | Stensättning                     |              | Långtora, Uppland   |                    | 59.682028, 17.124702 | 10025600920001 | Ladda upp en bild av detta fornminne      |
| Långtora 93:1                 | Stensättning                     |              | Långtora, Uppland   |                    | 59.681280, 17.127641 | 10025600930001 | Ladda upp en bild av detta fornminne      |
| Långtora 94:1                 | Grav- och boplatsområde          |              | Långtora, Uppland   |                    | 59.689131, 17.126551 | 10025600940001 | Ladda upp en bild av detta fornminne      |
| Långtora 96:1                 | Stensättning                     |              | Långtora, Uppland   |                    | 59.689925, 17.128778 | 10025600960001 | Ladda upp en bild av detta fornminne      |
| Långtora 96:2                 | Stensättning                     |              | Långtora, Uppland   |                    | 59.690116, 17.128613 | 10025600960002 | Ladda upp en bild av detta fornminne      |
| Långtora 96:3                 | Stensättning                     |              | Långtora, Uppland   |                    | 59.690260, 17.127887 | 10025600960003 | Ladda upp en bild av detta fornminne      |
| Långtora 98:1                 | Röse                             |              | Långtora, Uppland   |                    | 59.689450, 17.132633 | 10025600980001 | Ladda upp en bild av detta fornminne      |
| Långtora 100:2                | Stensättning                     |              | Långtora, Uppland   |                    | 59.687550, 17.130193 | 10025601000002 | Ladda upp en bild av detta fornminne      |
| Långtora 101:1                | Hällristning                     |              | Långtora, Uppland   |                    | 59.694676, 17.102765 | 10025601010001 | Ladda upp en bild av detta fornminne      |
| Långtora 102:1                | Hällristning                     |              | Långtora, Uppland   |                    | 59.697477, 17.175845 | 10025601020001 | Ladda upp en bild av detta fornminne      |
| Långtora 103:1                | Hällristning                     |              | Långtora, Uppland   |                    | 59.704569, 17.140963 | 10025601030001 | Ladda upp en bild av detta fornminne      |
| Långtora 103:2                | Hällristning                     |              | Långtora, Uppland   |                    | 59.704517, 17.140957 | 10025601030002 | Ladda upp en bild av detta fornminne      |
| Långtora 103:3                | Hällristning                     |              | Långtora, Uppland   |                    | 59.704531, 17.141136 | 10025601030003 | Ladda upp en bild av detta fornminne      |
| Långtora 104:1                | Hällristning                     |              | Långtora, Uppland   |                    | 59.700408, 17.164917 | 10025601040001 | Ladda upp en bild av detta fornminne      |
| Långtora 104:2                | Hällristning                     |              | Långtora, Uppland   |                    | 59.700446, 17.164963 | 10025601040002 | Ladda upp en bild av detta fornminne      |
| U 799 (Långtora 105:1)        | Runristning                      |              | Långtora, Uppland   | Långtora kyrka     | 59.717034, 17.142996 | 10025601050001 | Ladda upp en bild av detta fornminne      |
| U Fv1955;222 (Långtora 105:2) | Runristning                      |              | Långtora, Uppland   | Långtora kyrka     | 59.717031, 17.143067 | 10025601050002 | Ladda upp en bild av detta fornminne      |
| Långtora 106:1                | Stensättning                     |              | Långtora, Uppland   |                    | 59.700647, 17.115270 | 10025601060001 | Ladda upp en bild av detta fornminne      |
| Långtora 107:1                | Stensättning                     |              | Långtora, Uppland   |                    | 59.724545, 17.114115 | 10025601070001 | Ladda upp en bild av detta fornminne      |
| Långtora 107:2                | Stensättning                     |              | Långtora, Uppland   |                    | 59.724580, 17.113911 | 10025601070002 | Ladda upp en bild av detta fornminne      |
| Långtora 110:1                | Hällristning                     |              | Långtora, Uppland   |                    | 59.699447, 17.135535 | 10025601100001 | Ladda upp en bild av detta fornminne      |
| Långtora 111:1                | Hällristning                     |              | Långtora, Uppland   |                    | 59.701092, 17.128516 | 10025601110001 | Ladda upp en bild av detta fornminne      |
| Långtora 112:1                | Hällristning                     |              | Långtora, Uppland   |                    | 59.698173, 17.131435 | 10025601120001 | Ladda upp en bild av detta fornminne      |
| Långtora 113:1                | Hällristning                     |              | Långtora, Uppland   |                    | 59.690783, 17.160417 | 10025601130001 | Ladda upp en bild av detta fornminne      |
| Långtora 113:2                | Hällristning                     |              | Långtora, Uppland   |                    | 59.690788, 17.160412 | 10025601130002 | Ladda upp en bild av detta fornminne      |
| Långtora 116:1                | Stensättning                     |              | Långtora, Uppland   |                    | 59.690453, 17.163584 | 10025601160001 | Ladda upp en bild av detta fornminne      |
| Långtora 117:1                | Hällristning                     |              | Långtora, Uppland   |                    | 59.695372, 17.155664 | 10025601170001 | Ladda upp en bild av detta fornminne      |
| Långtora 118:1                | Stensättning                     |              | Långtora, Uppland   |                    | 59.695147, 17.155857 | 10025601180001 | Ladda upp en bild av detta fornminne      |
| Långtora 118:2                | Stensättning                     |              | Långtora, Uppland   |                    | 59.695060, 17.155907 | 10025601180002 | Ladda upp en bild av detta fornminne      |
| Långtora 118:3                | Stensättning                     |              | Långtora, Uppland   |                    | 59.695229, 17.156123 | 10025601180003 | Ladda upp en bild av detta fornminne      |
| Långtora 118:4                | Stensättning                     |              | Långtora, Uppland   |                    | 59.695158, 17.156188 | 10025601180004 | Ladda upp en bild av detta fornminne      |
| Långtora 120:1                | Hällristning                     |              | Långtora, Uppland   |                    | 59.721237, 17.115485 | 10025601200001 | Ladda upp en bild av detta fornminne      |
| Långtora 120:2                | Hällristning                     |              | Långtora, Uppland   |                    | 59.721239, 17.115486 | 10025601200002 | Ladda upp en bild av detta fornminne      |
| Långtora 121:1                | Hällristning                     |              | Långtora, Uppland   |                    | 59.724611, 17.126705 | 10025601210001 | Ladda upp en bild av detta fornminne      |
| Långtora 122:1                | Hällristning                     |              | Långtora, Uppland   |                    | 59.722669, 17.118770 | 10025601220001 | Ladda upp en bild av detta fornminne      |
| Långtora 123:1                | Stensättning                     |              | Långtora, Uppland   |                    | 59.723267, 17.118973 | 10025601230001 | Ladda upp en bild av detta fornminne      |
| Långtora 123:2                | Stensättning                     |              | Långtora, Uppland   |                    | 59.723004, 17.119205 | 10025601230002 | Ladda upp en bild av detta fornminne      |
| Långtora 127:1                | Stensättning                     |              | Långtora, Uppland   |                    | 59.730226, 17.115172 | 10025601270001 | Ladda upp en bild av detta fornminne      |
| Långtora 130:1                | Stensättning                     |              | Långtora, Uppland   |                    | 59.703575, 17.109982 | 10025601300001 | Ladda upp en bild av detta fornminne      |
| Långtora 131:1                | Hällristning                     |              | Långtora, Uppland   |                    | 59.703050, 17.110520 | 10025601310001 | Ladda upp en bild av detta fornminne      |
| Långtora 135:1                | Hällristning                     |              | Långtora, Uppland   |                    | 59.698027, 17.120207 | 10025601350001 | Ladda upp en bild av detta fornminne      |
| Långtora 137:1                | Hällristning                     |              | Långtora, Uppland   |                    | 59.696676, 17.122006 | 10025601370001 | Ladda upp en bild av detta fornminne      |
| Långtora 138:1                | Stensättning                     |              | Långtora, Uppland   |                    | 59.698266, 17.131626 | 10025601380001 | Ladda upp en bild av detta fornminne      |
| Långtora 138:2                | Stensättning                     |              | Långtora, Uppland   |                    | 59.698161, 17.131580 | 10025601380002 | Ladda upp en bild av detta fornminne      |
| Långtora 139:1                | Stensättning                     |              | Långtora, Uppland   |                    | 59.696904, 17.128942 | 10025601390001 | Ladda upp en bild av detta fornminne      |